# Emotion (canción)
«Emotion» es la adaptación al inglés de la canción «Amoureuse», escrita e interpretada originalmente por Véronique Sanson en 1972. Adaptada al inglés por Gary Osborne, esta versión fue grabada originalmente por la cantante inglesa Kiki Dee en 1973. La versión más conocida de la canción es una grabación por la cantante australiana-estadounidense Helen Reddy. Se publicó en enero de 1975 como el segundo y último sencillo de su sexto álbum de estudio, Free and Easy.

## Antecedentes
El título original de la canción «Amoureuse», que no aparece en su letra, es el equivalente francés del adjetivo español amoroso y también es un sustantivo femenino que significa “mujer enamorada”. La letra de Sanson describe los sentimientos contradictorios de pasión y miedo de una mujer involucrada en una nueva aventura amorosa. Sanson se inspiró para escribir la canción mientras conducía “por los Campos Elíseos en mi pequeño Autobianchi A112” a las seis de la mañana: “Era una sensación de libertad... Me vigilaban constantemente... y escribí esta canción porque sabía que mis padres me iban a gritar [al llegar a casa]”.

### Adaptación de Gary Osborne

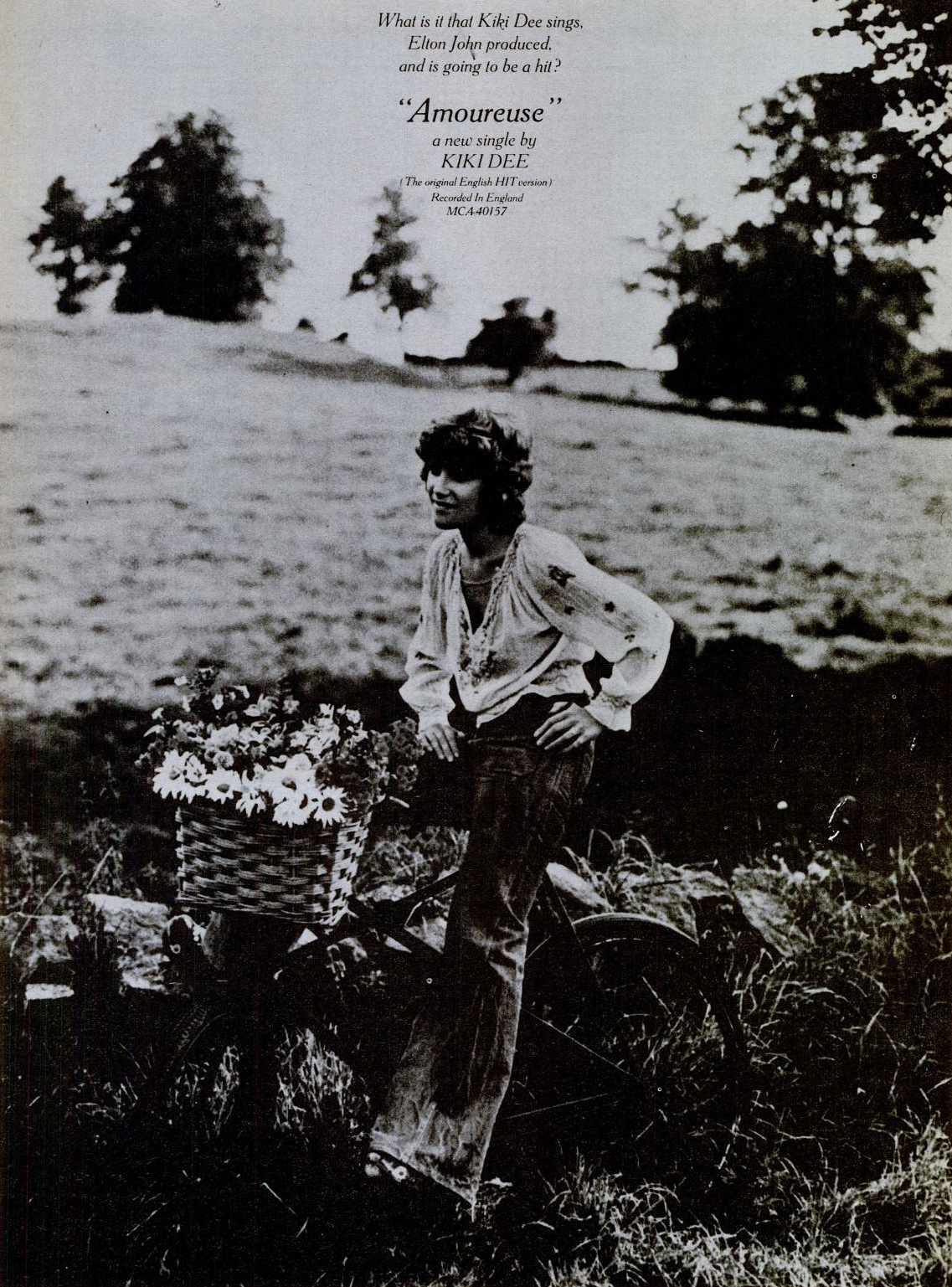
Anuncio comercial del sencillo de Kiki Dee en Billboard.

La primera versión en inglés de la canción fue obra del letrista Gary Osborne, quien desde los 15 años había escrito letras en inglés para varias canciones en francés, comenzando con «Adiós Amor» en 1967. Si bien reproduce fielmente la letra de Sanson en el estribillo, Osborne introdujo en los versos el concepto de un encuentro sexual inicial en la canción. La primera grabación evidente de esta versión fue realizada por la propia Sanson con lanzamientos de sencillos en el Reino Unido y los Estados Unidos en septiembre de 1972 y noviembre de 1972, respectivamente.
La versión de Osborne de «Amoureuse» fue grabada en abril de 1973 por Kiki Dee, quien le da crédito a Tony King, vicepresidente de Rocket Records, por sugerirle que grabara «Amoureuse» para su álbum Loving and Free, producido por Elton John. Publicado como sencillo en agosto de 1973, «Amoureuse» de Dee hizo una entrada tardía en las listas en noviembre de 1973, ascendiendo al puesto número 13 en diciembre de ese año. Casi un año después de su éxito en el Reino Unido, la canción le proporcionaría a Dee un éxito top 15 en las listas de Australia en el otoño de 1974. En los Estados Unidos, «Amoureuse» sirvió como lado B del lanzamiento de Kiki Dee Band de febrero de 1975, «Step by Step», el sencillo que siguió a «I've Got the Music in Me».
«Amoureuse» fue reeditada en el Reino Unido como el lado B del sencillo de Kiki Dee de 1976 «Loving & Free». El sencillo se convirtió en un éxito y alcanzó el puesto número 13 en el Reino Unido y el número 4 en Irlanda. Una reedición de 1984 de «Amoureuse» de Dee alcanzó el puesto número 77 en la lista del Reino Unido.

## Versión de Helen Reddy

### Antecedentes, lanzamiento y recepción de la crítica

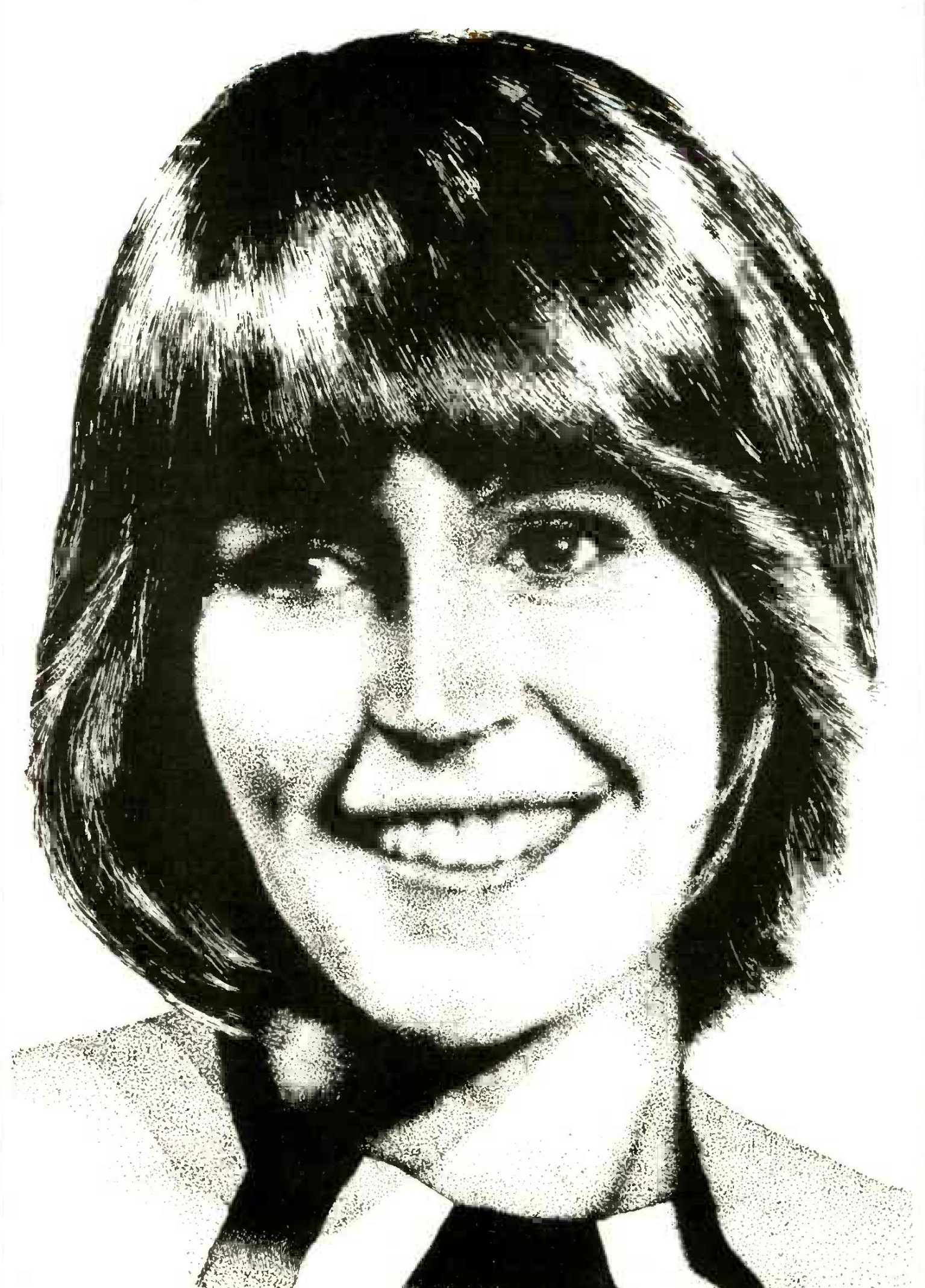
Anuncio comercial del sencillo de Helen Reddy en Billboard.

Artie Wayne, un ejecutivo de Warner Bros. Records cuyo sello Elektra se encargaba de los lanzamientos de Sanson en Estados Unidos, envió una copia del álbum Amoureuse de Sanson a su amiga, la cantante y compositora texana Patti Dahlstrom, sugiriendo que Dahlstrom compusiera letras en inglés a la canción que daba nombre al álbum. Dahlstrom recordaría: “Me quedé hipnotizado por la música de «Amoureuse», pero no hablo francés y no tenía idea de lo que significaba la letra. Llevé la melodía en mi cabeza durante semanas y luego un día la primera línea–‘Lonely women are the desperate kind’–simplemente se me escapó cuando giré la llave en la cerradura, y la letra de «Emotion» se escribió sola muy rápidamente”. Dahlstrom también era amiga de Paul Williams, cuyas composiciones eran grabadas regularmente por Helen Reddy, y Reddy grabó «Emotion» para incluirla en su álbum Free and Easy de octubre de 1974, del cual se publicó una edición editada como sencillo en enero de 1975.
En 2009, Véronique Sanson declaró en una entrevista con la revista francesa Platine que la versión de Dahlstrom sigue siendo su versión favorita de «Amoureuse», aunque «Emotion» de Dahlstrom es líricamente distinta de la traducción de Osborne.

### Rendimiento comercial
En Estados Unidos, «Emotion» debutó en el número 40 en la lista Easy Listening durante la semana que terminó el 8 de febrero de 1975, donde se desempeñó como el debut más alto de la edición. Después de escalar de manera constante la lista durante ocho semanas consecutivas, encabezó la lista el 29 de marzo, donde desplazó la canción de B. J. Thomas, «(Hey Won't You Play) Another Somebody Done Somebody Wrong Song», del puesto más alto. «Emotion» salió de la lista Easy Listening el 26 de abril en el número 18; en total, pasó doce semanas consecutivas entre los rankings de la lista. En la lista de sencillos de todos los géneros, «Emotion» alcanzó el número 22 el 22 de marzo.
Fuera de los Estados Unidos, el sencillo tuvo un éxito comercial menor. En Canadá, debutó en el puesto número 50 de la lista RPM Pop Music Playlist durante la semana que terminó el 22 de febrero, donde se desempeñó como el debut más bajo de la edición. En su quinta semana en la lista, «Emotion» alcanzó el primer puesto que anteriormente ocupaba «Have You Never Been Mellow» de Olivia Newton-John. «Emotion» salió de la lista Pop Music Playlist el 3 de mayo en el número 33; en total, pasó diez semanas consecutivas entre los rankings de la lista. En la lista de sencillos de todos los géneros, «Emotion» alcanzó el número 25 el 5 de abril.

### Posicionamiento

#### Gráfica semanal
| Gráfica (1975)                            | Pico de posición |
| ----------------------------------------- | ---------------- |
| Canadá (RPM Top Singles)                  | 25               |
| Canadá (RPM Pop Music Playlist)           | 1                |
| Estados Unidos (Billboard Hot 100)        | 22               |
| Estados Unidos (Billboard Easy Listening) | 1                |

#### Gráfica de fin de año
| Gráfica (1975)                            | Pico de posición |
| ----------------------------------------- | ---------------- |
| Canadá (RPM Top Singles)                  | 183              |
| Canadá (RPM Pop Music Playlist)           | 8                |
| Estados Unidos (Billboard Easy Listening) | 44               |